# Ministre chargé de la Coopération
Dans le gouvernement français, le ministre des Affaires étrangères peut déléguer certaines prérogatives à un ministre chargé de la coopération. L'intitulé exact est fixé pour chaque nomination. 

## Historique

### Ministère de la coopération
Entre 1959 et 1981 il existait pour ce portefeuille un ministre de plein exercice, indépendant du ministre des affaires étrangères, sauf d'avril 1973 à mai 1974.
De 1981 à 1998, il pouvait relever du ministre chargé des Affaires étrangères ou être autonome, mais avait sa propre administration.

### Secrétariat d'État rattaché au ministère des Affaires étrangères
Depuis 1999, les services chargés de la Coopération et du Développement sont intégrés à ceux du ministère des Affaires étrangères.
Depuis 2017, la fonction ne figure plus dans l'intitulé d'un poste ministériel.
Les ministres sont listés ci-dessous.
On peut relever que seules quatre femmes ont été chargées de ce portefeuille : Edwige Avice (1991-1992), Brigitte Girardin (2005-2007), Annick Girardin (2014-2016) et Chrysoula Zacharopoulou (depuis 2022).

## Liste de ministres

### Ministres de la Coopération
- 27 mars 1959 -  5 février 1960 : Robert Lecourt
- 18 mai 1961 - 15 avril 1962 : Jean Foyer
- 15 avril 1962 - 15 mai 1962 : Pierre Pflimlin
- 15 mai 1962 - 28 novembre 1962 : Georges Gorse
- 28 novembre 1962 - 8 janvier 1966 : Raymond Triboulet
- 8 janvier 1966 - 8 avril 1967 : Jean Charbonnel
- 8 avril 1967 - 5 juillet 1972 : Yvon Bourges
- 6 juillet 1972 - 5 avril 1973 : Pierre Billecocq
- poste supprimé d'avril 1973 à mai 1974, compétences exercées par le ministre des Affaires étrangères Michel Jobert
- 27 mai 1974 - 12 janvier 1976 : Pierre Abelin
- 12 janvier 1976 - 25 août 1976 : Jean de Lipkowski
- 25 août 1976 - 22 mai 1981 : Robert Galley

Ministre délégué auprès du ministre des Relations extérieures, chargé de la Coopération et du Développement
- 22 mai 1981 - 8 décembre 1982 : Jean-Pierre Cot
- 8 décembre 1982 - 20 mars 1986: Christian Nucci

Ministre de la Coopération
- 20 mars 1986 - 10 mai 1988 : Michel Aurillac

Ministre de la Coopération et du Développement
- 10 mai 1988 - 16 mai 1991 : Jacques Pelletier

Ministre délégué auprès du ministre des Affaires étrangères, chargé de la Coopération et du Développement
- 16 mai 1991 -  2 avril 1992 : Edwige Avice
- 2 avril 1992 - 29 mars 1993 : Marcel Debarge

Ministre de la Coopération
- 29 mars 1993 - 12 novembre 1994 : Michel Roussin
- 12 novembre 1994 - 18 mai 1995 : Bernard Debré
- 18 mai 1995 - 2 juin 1997 : Jacques Godfrain

### Ministres délégués à la Coopération
Ministres délégués à la Coopération et à la Francophonie  (depuis 2001, dans le cadre du ministère des Affaires étrangères)
- 4 juin 1997 - 7 mai 2002 : Charles Josselin
- 7 mai 2002 - 17 juin 2002 : Dominique de Villepin (en tant que ministre des Affaires étrangères et de la Coopération)
- 17 juin 2002 - 31 mars 2004 : Pierre-André Wiltzer
- 30 mars 2004 - 31 mai 2005 : Xavier Darcos (ministre délégué à la Coopération, au Développement et à la Francophonie)
- 31 mai 2005 - 19 juin 2007 : Brigitte Girardin (ministre déléguée à la Coopération, au Développement et à la Francophonie)

Secrétaires d'État à la Coopération et à Francophonie
- 19 juin 2007 - 18 mars 2008 : Jean-Marie Bockel (secrétariat d'État à la Coopération et à Francophonie)
- 18 mars 2008 - 4 juillet 2010 : Alain Joyandet (secrétariat d'État à la Coopération et à Francophonie)
- 4 juillet 2010 - 14 novembre 2010 : poste supprimé, compétences exercées par Bernard Kouchner, ministre des Affaires étrangères et européennes

Ministre auprès du ministre des Affaires étrangères et européennes, chargé de la Coopération
- 14 novembre 2010 - 10 mai 2012 : Henri de Raincourt (sans la Francophonie)

### Ministres délégués au Développement et à la Francophonie
Ministre délégué auprès du ministre des Affaires étrangères, chargé du développement
- 16 mai 2012 - 31 mars 2014 : Pascal Canfin

Ministre déléguée auprès du ministre des Affaires étrangères, chargé de la Francophonie
- 20 juin 2012 - 31 mars 2014 : Yamina Benguigui (du 16 mai au 20 juin 2012, Yamina Benguigui était ministre déléguée à la francophonie et aux Français de l'étranger[2])

Secrétaire d'État chargée du Développement et de la Francophonie auprès du ministre des Affaires étrangères et du Développement international
- 9 avril 2014 - 11 février 2016 :  Annick Girardin[3]
- 11 février 2016 - 6 décembre 2016 : André Vallini[4]
- 6 décembre 2016 - 10 mai 2017 : Jean-Marie Le Guen[5]

Secrétaire d’État auprès du ministre de l’Europe et des Affaires étrangères
- 21 juin 2017 - 6 juillet 2020 : Jean-Baptiste Lemoyne[6],[7]

Secrétaire d'État chargée du Développement, de la Francophonie et des Partenariats internationaux auprès de la ministre de l'Europe et des Affaires étrangères
- 4 juillet 2022 - 11 janvier 2024 : Chrysoula Zacharopoulou

Secrétaire d'État chargée du Développement et des Partenariats internationaux auprès du ministre de l'Europe et des Affaires étrangères
- 11 janvier 2024 - 21 septembre 2024: Chrysoula Zacharopoulou

Secrétaire d'État chargée de la Francophonie et des Partenariats internationaux
- Depuis le 21 septembre 2024 : Thani Mohamed Soilihi